# II liga polska w hokeju na lodzie (1984/1985)
II liga polska w hokeju na lodzie 1984/1985 – 30. sezon drugiego poziomu ligowego hokeja na lodzie w Polsce rozegrany na przełomie 1984 i 1985 roku.

## Formuła
Do ligi przystąpiło 12 uczestników. W odróżnieniu do poprzednich edycji II ligi zaniechano podziału na Grupę Północną i Grupę Południową, przywracając jedną grupę ligową drużyn rywalizujących w rozgrywkach. Zaprzestana została dotychczasowa i wieloletnia zasada toczenia spotkań przez dwie drużyny w systemie weekendowego dwumeczu w soboty i niedziele. Nowością było wyznaczenie sześciu stałych par drużyn ligowych, określonych wedle położenia geograficznego ich siedzib. W myśl nowej formuły zespoły miały rozgrywać kolejki ligowe nadal w dni weekendowe, jednak odtąd z różnymi rywalami w niedzielę i w sobotę. Kryterium doboru przeciwnika stanowiło wyżej wspomniany system par, który oznaczał, że dwie sparowane ze sobą drużyny były naprzemiennie rywalami dla pozostałych zespołów w sobotnio-niedzielnych kolejkach ligowych, zaś położenie na mapie drużyny gospodarzy stanowiło relatywnie dogodny wyjazd pod względem odległości podróży dla weekendowego przeciwnika. Pary tworzyły drużyny z miast: 1: Legia KTH Krynica i Stal Sanok, 2: GKS Jastrzębie i Podhale II Nowy Targ, 3: Odra Opole i Włókniarz Zgierz, 4: Boruta Zgierz i Pomorzanin Toruń, 5: Pogoń Siedlce i Znicz Pruszków, 6: Polonia Bydgoszcz i Stoczniowiec II Gdańsk.
Sezon regularny zaplanowano na czas od 20 października 1984 do 3 lutego 1985. Po sezonie regularnym zaplanowano rozegranie dwumeczów eliminacyjnych o awans do I ligi. Mistrzostwo II ligi edycji 1984/1985 i jednocześnie awans do I ligi w sezonie 1985/1986 uzyskał zespół Legii KTH Krynica.

## Sezon zasadniczy

### Wyniki
| - I kolejka – 20.X.1984: - Stal Sanok – Znicz Pruszków 16:2 (4:1, 8:0, 4:1) - Legia KTH Krynica – Pogoń Siedlce 20:2 - Włókniarz Zgierz – Polonia Bydgoszcz 0:7 - Odra Opole – Stoczniowiec II Gdańsk 9:2 - Podhale II Nowy Targ – Pomorzanin Toruń 6:2 - GKS Jastrzębie – Boruta Zgierz 14:2 - II kolejka – 21.X.1984: - Stal Sanok – Pogoń Siedlce 16:0 (9:0, 5:0, 2:0) - Legia KTH Krynica – Znicz Pruszków 10:4 - Włókniarz Zgierz – Stoczniowiec II Gdańsk 17:4 (3-1,7-1,7-2) - Podhale II Nowy Targ – Boruta Zgierz 8:3 (3-1,2-1,3-1) - GKS Jastrzębie – Pomorzanin Toruń 18:2 - III kolejka – 27.X.1984: - Boruta Zgierz – Stal Sanok 5:8 (1:3, 3:3, 1:2) - Pomorzanin Toruń – Legia KTH Krynica 2:5 - Stoczniowiec II Gdańsk – Podhale II Nowy Targ 5:6 (2-3,0-2,3-1) - Polonia Bydgoszcz – GKS Jastrzębie 2:3 - Pogoń Siedlce – Odra Opole - Znicz Pruszków – Włókniarz Zgierz - IV kolejka – 28.X.1984: - Pomorzanin Toruń – Stal Sanok 3:19 (1:7, 0:10, 2:2) - Boruta Zgierz – Legia KTH Krynica 4:12 - Polonia Bydgoszcz – Podhale II Nowy Targ 8:5 - Stoczniowiec II Gdańsk – GKS Jastrzębie 2:7 - Znicz Pruszków – Odra Opole - Pogoń Siedlce – Włókniarz Zgierz - V kolejka – 03.XI.1984: - Odra Opole – Stal Sanok 4:6 (4:0, 0:3, 0:3) - Legia KTH Krynica – Włókniarz Zgierz 2:7 - Podhale II Nowy Targ – Pogoń Siedlce 13:0 - GKS Jastrzębie – Znicz Pruszków 10:4 - Stoczniowiec II Gdańsk – Boruta Zgierz 9:4 - Polonia Bydgoszcz – Pomorzanin Toruń 21:3 - VI kolejka – 04.XI.1984: - Włókniarz Zgierz – Stal Sanok 2:7 (0:2, 1:3, 1:2) - Odra Opole – Legia KTH Krynica 1:4 - Podhale II Nowy Targ – Znicz Pruszków 10:1 - GKS Jastrzębie – Pogoń Siedlce 4:3 - Pomorzanin Toruń – Stoczniowiec II Gdańsk 5:4 (0-2,4-1,1-1) - Boruta Zgierz – Polonia Bydgoszcz 3:14 - VII kolejka – 10.XI.1984: - Legia KTH Krynica – Stal Sanok 10:2 (3:0, 1:1, 6:1) - Podhale II Nowy Targ – GKS Jastrzębie - Stoczniowiec II Gdańsk – Polonia Bydgoszcz 2:4 - Pomorzanin Toruń – Boruta Zgierz 8:4 - Włókniarz Zgierz – Odra Opole 8:3 - Pogoń Siedlce – Znicz Pruszków 2:6 - VIII kolejka – 17.XI.1984: - Stal Sanok – Polonia Bydgoszcz 3:5 (1:1, 0:1, 2:3) - Legia KTH Krynica – Stoczniowiec II Gdańsk - Odra Opole – Podhale II Nowy Targ - Włókniarz Zgierz – GKS Jastrzębie - Znicz Pruszków – Boruta Zgierz - Pogoń Siedlce – Pomorzanin Toruń - IX kolejka – 18.XI.1984: - Stal Sanok – Stoczniowiec II Gdańsk 8:1 (1:0, 4:0, 3:1) - Legia KTH Krynica – Polonia Bydgoszcz - Włókniarz Zgierz – Podhale II Nowy Targ - Odra Opole – GKS Jastrzębie - Pogoń Siedlce – Boruta Zgierz - Znicz Pruszków – Pomorzanin Toruń - X kolejka – 24.XI.1984: - GKS Jastrzębie – Stal Sanok 5:2 (1:0, 1:1, 3:1) - Podhale II Nowy Targ – Legia KTH Krynica 6:10 - Pomorzanin Toruń – Odra Opole 4:8 - Boruta Zgierz – Włókniarz Zgierz 5:6 - Stoczniowiec II Gdańsk – Pogoń Siedlce 7:0 - Polonia Bydgoszcz – Znicz Pruszków 10:1 - XI kolejka – 25.XI.1984: - Podhale II Nowy Targ – Stal Sanok 6:4 (0:1, 2:2, 4:1) - GKS Jastrzębie – Legia KTH Krynica 7:4 - Pomorzanin Toruń – Włókniarz Zgierz 6:4 - Boruta Zgierz – Odra Opole 3:4 - Stoczniowiec II Gdańsk – Znicz Pruszków 9:2 - Polonia Bydgoszcz – Pogoń Siedlce 15:0 |  | - I kolejka – 01.12.1985: - Znicz Pruszków – Stal Sanok 2:7 - Pogoń Siedlce – Legia KTH Krynica - Polonia Bydgoszcz – Włókniarz Zgierz - Stoczniowiec II Gdańsk – Odra Opole - Pomorzanin Toruń – Podhale II Nowy Targ - Boruta Zgierz – GKS Jastrzębie - II kolejka – 02.12.1985: - Pogoń Siedlce – Stal Sanok 3:7 (2-1,0-1,1-5) \| \| - - Znicz Pruszków – Legia KTH Krynica - Stoczniowiec II Gdańsk – Włókniarz Zgierz - Boruta Zgierz – Podhale II Nowy Targ - Pomorzanin Toruń – GKS Jastrzębie - III kolejka – 05.I.1985: - Stal Sanok – Boruta Zgierz 21:5 (5:1, 7:3, 9:1) - Legia KTH Krynica – Pomorzanin Toruń 9:1 - Podhale II Nowy Targ – Stoczniowiec II Gdańsk 1:3 - GKS Jastrzębie – Polonia Bydgoszcz 9:2 - Odra Opole – Pogoń Siedlce 2:2 - Włókniarz Zgierz – Znicz Pruszków 14:3 - IV kolejka – 06.I.1985: - Stal Sanok – Pomorzanin Toruń 11:2 (4:2, 5:0, 2:0) - Legia KTH Krynica – Boruta Zgierz 16:0 - Podhale II Nowy Targ – Polonia Bydgoszcz 5:6 - GKS Jastrzębie – Stoczniowiec II Gdańsk 11:2 - Odra Opole – Znicz Pruszków 5:1 - Włókniarz Zgierz – Pogoń Siedlce - V kolejka – 12.I.1985: - Stal Sanok – Odra Opole 6:0 (1:0, 1:0, 4:0) - Włókniarz Zgierz – Legia KTH Krynica 2:9 - Pogoń Siedlce – Podhale II Nowy Targ 4:3 - Znicz Pruszków – GKS Jastrzębie 0:5 - Boruta Zgierz – Stoczniowiec II Gdańsk - Pomorzanin Toruń – Polonia Bydgoszcz 2:16 - VI kolejka – 13.I.1985: - Stal Sanok – Włókniarz Zgierz 9:2 (1:1, 3:1, 5:0) - Legia KTH Krynica – Odra Opole 8:1 - Znicz Pruszków – Podhale II Nowy Targ 3:6 - Pogoń Siedlce – GKS Jastrzębie 2:5 - Stoczniowiec II Gdańsk – Pomorzanin Toruń 2:4 - Polonia Bydgoszcz – Boruta Zgierz 18:4 - VII kolejka – 19.I.1985: - Stal Sanok – Legia KTH Krynica 5:6 (3:0, 1:2, 1:4) - GKS Jastrzębie – Podhale II Nowy Targ - Polonia Bydgoszcz – Stoczniowiec II Gdańsk - Boruta Zgierz – Pomorzanin Toruń - Odra Opole – Włókniarz Zgierz - Znicz Pruszków – Pogoń Siedlce - VIII kolejka – 26.I.1985: - Polonia Bydgoszcz – Stal Sanok 8:3 (4:1, 2:1, 2:1) - Stoczniowiec II Gdańsk – Legia KTH Krynica 0:5 - Podhale II Nowy Targ – Odra Opole 8:3 - GKS Jastrzębie – Włókniarz Zgierz 12:3 - Boruta Zgierz – Znicz Pruszków 8:5 - Pomorzanin Toruń – Pogoń Siedlce 5:6 - IX kolejka – 25.I.1985: - Stoczniowiec II Gdańsk – Stal Sanok 3:17 (0:5, 1:7, 2:5) - Polonia Bydgoszcz – Legia KTH Krynica 4:6 - Podhale II Nowy Targ – Włókniarz Zgierz 0:5 walkower - GKS Jastrzębie – Odra Opole 18:4 - Boruta Zgierz – Pogoń Siedlce 8:7 - Pomorzanin Toruń – Znicz Pruszków 0:5 walkower - X kolejka – 02.II.1985: - Stal Sanok – GKS Jastrzębie 6:6 (2:3, 2:3, 2:0) - Legia KTH Krynica – Podhale II Nowy Targ 6:3 (2:1, 3:1, 1:1) - Odra Opole – Pomorzanin Toruń - Włókniarz Zgierz – Boruta Zgierz 2:1 - Pogoń Siedlce – Stoczniowiec II Gdańsk 6:5 - Znicz Pruszków – Polonia Bydgoszcz 4:10 - XI kolejka – 03.II.1985: - Stal Sanok – Podhale II Nowy Targ 4:6 (0:2, 2:2, 2:2) - Legia KTH Krynica – GKS Jastrzębie 9:3 (4:0, 1:2, 4:1) - Odra Opole – Boruta Zgierz - Włókniarz Zgierz – Pomorzanin Toruń 10:1 - Znicz Pruszków – Stoczniowiec II Gdańsk 4:4 - Pogoń Siedlce – Polonia Bydgoszcz 0:6 |
| |  | |

### Tabela
| Lp. | Zespół                 | M  | Pkt | W  | R | P  | G + | G - | +/-  |
| --- | ---------------------- | -- | --- | -- | - | -- | --- | --- | ---- |
| 1   | Legia KTH Krynica      | 22 | 42  | 21 | 0 | 1  | 189 | 64  | +54  |
| 2   | GKS Jastrzębie         | 22 | 41  | 20 | 1 | 1  | 173 | 64  | +59  |
| 3   | Polonia Bydgoszcz      | 21 | 36  | 18 | 0 | 4  | 199 | 65  | +36  |
| 4   | Stal Sanok             | 22 | 29  | 14 | 1 | 7  | 187 | 76  | +111 |
| 5   | Podhale II Nowy Targ   | 21 | 20  | 11 | 0 | 11 | 116 | 95  | +21  |
| 6   | Włókniarz Zgierz       | 22 | 19  | 9  | 1 | 12 | 111 | 110 | +1   |
| 7   | Odra Opole             | 21 | 19  | 9  | 1 | 12 | 75  | 117 | -81  |
| 8   | Pogoń Siedlce          | 22 | 14  | 6  | 2 | 14 | 70  | 155 | -85  |
| 9   | Włókniarz Zgierz       | 21 | 12  | 6  | 0 | 16 | 98  | 185 | -87  |
| 10  | Znicz Pruszków         | 22 | 11  | 5  | 1 | 16 | 80  | 161 | -81  |
| 11  | Stoczniowiec II Gdańsk | 20 | 9   | 5  | 1 | 16 | 61  | 137 | -76  |
| 12  | Pomorzanin Toruń       | 22 | 8   | 4  | 0 | 18 | 76  | 201 | -125 |

Uwagi:
- = awans do eliminacji o awans do I ligi
- Tabela nie uwzględnia wszystkich meczów (w informacji prasowej po 11. kolejce II rundy i opublikowanej tabeli nie rozegrano zaległych spotkań). W tym kontekście Polonia Bydgoszcz posiadała po 22 meczach niewątpliwie 36 punktów (gdyż z takim bilansem przystąpiła do rozgrywek finałowych), jednak podany w tabeli bilans bramkowy dotyczy stanu po 21 meczach.

## Eliminacje do I ligi
W ramach eliminacji do I ligi cztery pierwsze zespoły z sezonu zasadniczego rozgrywały ze sobą dwumecze. W odróżnieniu od zasady turniejów finałowych z ubiegłych lat, nie była tworzona nowa tabela wyników tych spotkań, tylko zaliczano zdobycz punktową z sezonu zasadniczego.

### Wyniki
Terminy sześciu czterech dwumeczów odbyły się co tydzień od 16 lutego do 24 marca 1985 (pierwotnie planowane je z przesunięciem o tydzień wcześniej od 9 lutego do 16 marca).
- 16-17.II.1985[32][33]:
  - Legia KTH Krynica – Stal Sanok 6:1 (2:0, 1:0, 3:1), 7:2 (2:1, 2:1, 3:0)
  - GKS Jastrzębie – Polonia Bydgoszcz 3:2, 3:3
- 23-24.II.1985[34][35]:
  - Polonia Bydgoszcz – Stal Sanok 3:6 (1:5, 2:0, 0:1), 9:0 (6:0, 1:0, 2:0)
  - Legia KTH Krynica – GKS Jastrzębie 3:1 (1:0, 1:1, 1:0), 8:3 (0:0, 5:1, 3:2)
- 02-03.III.1985[36][37]:
  - GKS Jastrzębie – Stal Sanok 4:3 (1:0, 2:1, 1:2), 8:4 (0:3, 4:0, 4:1)
  - Polonia Bydgoszcz – Legia KTH Krynica 5:4 (1:2, 3:1, 1:1), 2:1 (1:1, 1:0, 0:0)
- 09-10.III.1985[38][39][40]:
  - Stal Sanok – Legia KTH Krynica 7:11 (3:2, 1:2, 3:7)[41], 2:6 (1:2, 0:2, 1:2)
  - Polonia Bydgoszcz – GKS Jastrzębie 6:3, 3:6
- 16-17.III.1985[42][43]:
  - Stal Sanok – Polonia Bydgoszcz 6:4 (3:0, 1:0, 2:4), 5:3 (0:1, 1:2, 4:0)
  - GKS Jastrzębie – Legia KTH Krynica 3:7 (0:3, 1:2, 2:2), 6:3 (2:1, 2:1, 2:1)
- 23-24.III.1985[44][45]:
  - Stal Sanok – GKS Jastrzębie 5:4 (2:0, 2:1, 1:3), 6:6 (4:3, 0:0, 2:3)
  - Legia KTH Krynica – Polonia Bydgoszcz 6:4 (2:0, 2:1, 2:3), 12:3 (3:1, 3:1, 6:1)

### Tabela
| Lp. | Zespół            | M  | Pkt | W  | R | P  | G + | G - | +/-  |
| --- | ----------------- | -- | --- | -- | - | -- | --- | --- | ---- |
| 1   | Legia KTH Krynica | 34 | 60  | 30 | 0 | 4  | 263 | 103 | +160 |
| 2   | GKS Jastrzębie    | 34 | 53  | 25 | 3 | 6  | 243 | 117 | +126 |
| 3   | Polonia Bydgoszcz | 34 | 45  | 22 | 1 | 11 | 236 | 123 | +113 |
| 4   | Stal Sanok        | 34 | 38  | 18 | 2 | 14 | 234 | 157 | +77  |

- = awans do I ligi

W wyniku rozgrywki eliminacyjnej awans do I ligi edycji 1985/1986 uzyskała Legia KTH Krynica.